# Wspólnota Nowej Nadziei we Wrocławiu
Wspólnota Nowej Nadziei – wspólnota Kościoła Chrześcijan Baptystów założona w 1996 we Wrocławiu.
Członkowie i sympatycy Wspólnoty w tygodniu spotykają się w grupach domowych, a w niedzielę na nabożeństwie. Wspólnota liczy obecnie około 50 osób.

## Grupy domowe
Grupy domowe to cotygodniowe spotkania dla członków i sympatyków Wspólnoty, których celem jest doświadczanie obecności i mocy Jezusa, okazywanie sobie pomocy i miłości oraz zbliżanie się do Boga. Grupy mają prowadzić uczestników do dojrzałości duchowej, emocjonalnej i społecznej i pomagać znaleźć w Jezusie Chrystusie sens i radość życia.

## Historia
1996 - kilkanaście osób (ze Wspólnoty Chrześcijańskiej Emmanuel z Wrocławia, pierwszego zboru Kościoła Chrześcijan Baptystów we Wrocławiu, z misji SEND International] i CBI International) postanowiło założyć nową społeczność chrześcijańską. Najpierw jako placówkę I Zboru Kościoła Chrześcijan Baptystów we Wrocławiu, w końcu samodzielną wspólnotę.
1999 - decyzja o staniu się zborem komórkowym, czyli opartym na grupach komórkowych (domowych).
2002 - 16 kwietnia Wspólnota Nowej Nadziei staje się samodzielną jednostką kościelną - III Zborem Kościoła Chrześcijan Baptystów we Wrocławiu. W tym samym czasie zakupiono nieruchomość przy ul. Hubskiej 88 we Wrocławiu, która jest obecnie siedzibą zboru.  
2005 - wysłanie rodziny misjonarzy do założenia nowej wspólnoty chrześcijańskiej w Chorzowie
2008 - dotychczasowy pastor Jerzy Kurzępa rezygnuje z pracy w zborze. W czasie wakatu na stanowisku pastora, obowiązki przejęte są przez członków zboru.